# La bona terra
La Bona Terra  (The Good Earth) és una novel·la escrita per Pearl S. Buck i publicada el 1931. Va ser amb aquesta obra que l'autora va obtenir un Premi Pulitzer en 1932.
La novel·la és la primera de la trilogia La família Wang. Els següents títols de la saga són: Els fills de Wang Lung i La família dispersa.

## Trama
La Bona Terra relata la vida del camperol Wang Lung i la seva família. El protagonista és llaurador i amo dels seus terrenys (com els seus avantpassats), de manera que durant tota la història la terra és un eix central al voltant del qual tenen lloc la majoria dels fets.
Es descriu a més la vida a la Xina precomunista a través de les vivències dels personatges.

## Personatges
- Wang Lung: és el protagonista del relat. Comença com un camperol simple, pagès de les seves pròpies terres. Inicialment es caracteritza per ser humil, prudent i molt treballador. Després, quan aconsegueix fortuna, canvien alguns aspectes de la seva personalitat i contracta pagesos perquè treballin per a ell. Tot i això se sent molt apegat a la terra i entén que representa els seus orígens i mitjà de subsistència.
- Pare de Wang Lung: és un home simple i honest. Igual que el seu pare i el seu fill, va ser pagès de les seves pròpies terres. És molt respectat i estimat pel seu fill. Procura mantenir la unió familiar i el respecte dels costums.
- O-Lan: primera esposa de Wang Lung. Era esclava d'una gran família fins que va contreure matrimoni. És molt callada, senzilla i ajuda sempre al seu espòs en totes les tasques i a través de totes les dificultats.
- Fill major (Nung En): el primogènit de Wang Lung i O-lan. Pren classes amb un mestre per aprendre a llegir, de manera que no treballa la terra. És de naturalesa apassionada i el seu principal preocupació és ennoblir el nom de la seva família.
- Fill segon (Nung Wen): també aprèn a llegir i escriure. Es farà comerciant i administrarà els béns de la família (la seva principal preocupació). És un home pràctic.
- Filla major: després serà anomenada "la pobra tonta". Neix durant una època de fam, de manera que no creix correctament quedant amb un pobrema mental en el que la seva vida és jugar amb un drapet de tela. Així es limita a ser la companyia fidel i desinteressada de Wang Lung. És per això que ell sent un gran afecte per la noia.
- Bessons: un home i una nena.
- Loto: és la segona esposa de Wang Lung. El protagonista és atret per la bellesa de la jove, qui en realitat no fa cap mena de treball domèstic o d'una altra índole.
- Cukoo: és una dona molt hàbil que apareix en dos moments diferents del relat. Primer com a amant del gran senyor i després com a ajudant de Lotus. Es mostra sempre molt calculadora i capaç a l'hora d'aconseguir tractes que l'afavoreixin.
- Oncle de Wang Lung: és el cap d'una banda d'assaltants i intenta treure partit de la seva reputació i poder per viure a costa del seu nebot.
- Primer de Wang Lung: és violent i ambiciós. Igual que el seu pare, porta constants preocupacions a la vida del protagonista.
- Flor de Perera: és una jove esclava de la casa de Wang Lung. Atreu l'atenció d'aquest cap al final del relat.

## Adaptacions
La novel·la va ser adaptada a manera de pel·lícula en 1937, mantenint el títol original, The Good Earth. La mateixa va ser dirigida per Sidney Franklin i protagonitzada per Paul Muni i Luise Rainer.